# 埃德蒙 (堪薩斯州)
埃德蒙（英語：Edmond）是一個位於美國堪薩斯州諾頓縣的城市。

## 地方資料
根據2020年美國人口普查的數據，埃德蒙的面積為0.43平方千米，當中陸地面積為0.43平方千米，而水域面積為0.00平方千米。當地共有人口28人，而人口密度為每平方千米65.12人。